# سیاره تبعید
سیاره تبعید (به انگلیسی: Planet of exile)، کتابی است نوشتهٔ اورسولا لو گویین در ژانر علمی‌تخیلی که اولین بار در سال ۱۹۶۶ منتشر شد. داستان در فضای مجموعه حلقه هاینیش می‌گذرد.

## داستان
ششصد سال پیش، سفینه‌ای از لیگ جهانی (حکومتی فراگیر دربرگیرنده صدها سیاره)، به سیاره‌ای در سیستم گاما دراگونیز آمد. سیاره‌ای که هر سال آن، شصت سال زمینی را در برمی‌گیرد و هر فصل آن پانزده سال به طول می‌انجامد. مردمان این سفینه، شهرهایی در سیاره ساختند اما بنا بر قانون خود نمی‌توانستند از تکنولوژی‌های بسیار فراتر از تکنولوژی بومیان سیاره استفاده کنند (برای جلوگیری از نابودی فرهنگ بومیان سیاره). سرنشینان این سفینه قصد داشتند تا مردمان بومی را که همچون قبایل بدوی و کوچ‌نشین زندگی می‌کردند با تکنولوژی‌ها و دانش‌های جدید آشنا کنند و این سیاره را آماده پیوستن به لیگ جهانی کنند. اما پس از تنها چند سال، جنگی بزرگ بین لیگ جهانی و نژادی بیگانه روی می‌دهد و سفینه ناچار می‌شود که سیاره را ترک کند؛ با این حال برخی از سرنشینان در سیاره می‌مانند تا ماموریت خود را تا زمان برگشت دوباره سفینه پی‌گیری کنند. اما سفینه دیگر برنمی‌گردد و حال ششصد سال زمینی گذشته و بیست نسل از سرنشینان سفینه در سیاره زندگی کرده‌اند. نوادگان آنها هنوز خواندن و نوشتن بلدند و کتاب‌های باقی‌مانده از گذشتگان خود را می‌خوانند ولی نمی‌دانند که سفینه واقعاً وجود داشته و یا یک افسانه است! بر اثر شرایط سخت زندگی در سیاره (پانزده سال زمستان سخت در هر سال) و نیز کم‌شدن هر ساله باروری نوادگان سفینه (که خود را تِواران می‌نامند)، جمعیت آنها کم شده و تنها چندهزار نفر از آنها در اصلی‌ترین شهرشان، لاندین، باقی مانده‌اند.
داستان از ابتدای زمستان دهمین سالگرد حضور سرنشینان سفینه آغاز می‌شود. هرساله در آغاز فصل زمستان، قبایل مهاجم شمالی به‌صورت پراکنده برای دزدی به سرزمین‌های جنوبی می‌آیند اما این بار متحد شده و نزدیک به صدهزار نفر در مسیر خود به جنوب تمام شهرهای زمستانی بین راه را چپاول کرده و مردمانشان را می‌کشند. اکنون، جیکوب آگات آلترا، رییس تراوان‌ها، مجبور می‌شود برای مقابله با این قبایل، با روسای قبایل ساکن در شهرهای زمستانی اطراف متحد شود. اما ماجرایی باعث برهم خوردن این اتحاد می‌شود. داستان درباره جنگی است که در ابتدای این زمستان سخت روی می‌دهد.